# Tipula hadrostyla
Tipula hadrostyla là một loài ruồi trong họ Ruồi hạc (Tipulidae). Chúng phân bố ở vùng Indomalaya.